# Mount Washington (Kentucky)
Mount Washington város az USA Kentucky államában. Lakosainak száma 18 090 fő (2020. április 1.).

## Története
Hivatalosan 1822-ben alapították Mount Vernon néven. Abban az időben a település körülbelül 700 embernek adott otthont, és három templommal, két iskolával, hat bolttal és élelmiszerbolttal rendelkezett. 1833-ban hivatalosan várossá nyilvánították, a város nevét Mount Washington-ra változtatták. A város az 1850-es évekre Bullitt megye gazdasági központjává vált.
Három ház szerepel a Történelmi Helyek Nemzeti Jegyzékében:
- James M. Lloyd-ház
- Henry J. Barnes-ház
- Zack Stansbury-ház

## Népesség
A település népességének változása:

| 2010 | 9 117  |
| 2020 | 18 090 |